# Zoo di San Francisco

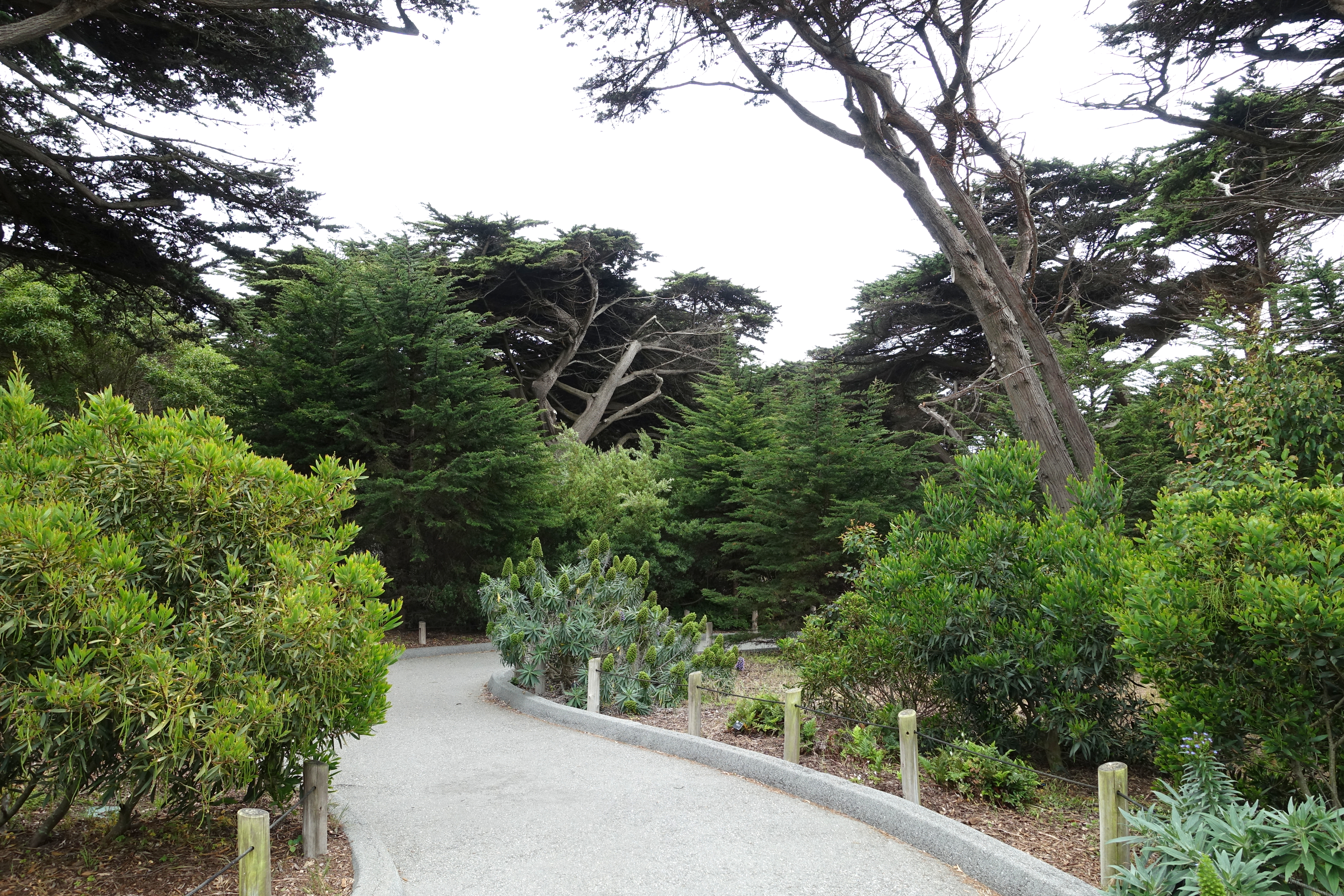
Interno dello zoo

Lo zoo di San Francisco è uno zoo di 40 ettari situato nell'angolo sud-occidentale di San Francisco, in California, tra il lago Merced e l'Oceano Pacifico lungo la Great Highway. L'ingresso principale dello zoo, una volta situato sul lato nord di Sloat Boulevard e un isolato a sud della linea L Taraval della metropolitana Muni, si trova ora a ovest, sul lato oceanico dello zoo, al largo della Great Highway.
Questo zoo è il luogo di nascita del gorilla Koko e, dal 1974 al 2017, la casa di Elly, il rinoceronte nero (Diceros bicornis michaeli) più vecchio del Nord America. A partire dal 2016 ospita oltre 1000 esemplari di animali che rappresentano oltre 250 specie.

## Storia
Originariamente chiamato Zoo Fleishhacker dopo che il suo fondatore, il banchiere e presidente della Commissione Parchi di San Francisco Herbert Fleishhacker, iniziò la costruzione nel 1929 sul sito adiacente a quella che era la piscina più grande negli Stati Uniti, la "Fleishhacker Pool". L'area era anche sede di un parco giochi per bambini, una giostra e il "Mother's Building", un rifugio per donne e bambini. La maggior parte delle mostre erano popolate da animali trasferiti dal Golden Gate Park, tra cui due zebre, un bufalo cafro (Syncerus caffer), cinque macachi rhesus (Macaca mulatta), due scimmie ragno e tre elefanti (Virginia, Marjorie, e Babe).
Le prime mostre costruite negli anni '30 costarono 3,5 milioni di dollari, ed includevano l'Isola delle Scimmie, la Casa del Leone, la Casa dell'Elefante, una piccola grotta per i mammiferi, una voliera e grotte per gli orsi. Questi spaziosi recinti con fossato sono stati tra i primi espositori senza barriere nel Paese. Nel 1955, un giornale locale di San Francisco acquistò Pennie, una femmina di elefante asiatico (Elephas maximus), e la donò allo zoo dopo che molti bambini donarono i loro penny, nichelini e monetine per il suo acquisto.
Nei successivi 40 anni, la Società Zoologica divenne una potente fonte di raccolta fondi per lo Zoo di San Francisco, proprio come Fleishhacker aveva sperato quando immaginò: "... una Società Zoologica simile a quelle stabilite in altre grandi città. La Società Zoologica aiuterà i Parchi Commissione nell'acquisizione di animali rari e nel funzionamento dello zoo." Fedele al suo statuto, la Società ha immediatamente esercitato la sua influenza sullo zoo, ottenendo oltre 1.300 adesioni annuali nei suoi primi 10 anni (quasi 25.000 oggi). Ha inoltre finanziato progetti come la ristrutturazione dello zoo per bambini nel 1964, lo sviluppo della zona africana nel 1967, l'acquisto di attrezzature mediche per il nuovo Ospedale (Zoo Hospital) nel 1975 e l'istituzione del Centro di conservazione aviaria nel 1978.
Nel novembre 2004, Tinkerbelle, l'ultimo elefante asiatico dello Zoo di San Francisco, è stata trasferita all'"ARK 2000", un santuario gestito da "PAWS" (Performing Animal Welfare Society) situato sulle colline della Sierra Nevada. Successivamente è stata raggiunta nel marzo 2005 dall'elefante africano Lulu, l'ultimo elefante in mostra allo zoo. Le mosse hanno seguito le morti altamente pubblicizzate della 38enne Calle nel marzo 2004 e della 43enne Maybelle nell'aprile 2004.

## Animali

### Savana africana
- Balearica regulorum – gru coronata grigia
- Equus quagga boehmi – zebra di Grant
- Tragelaphus strepsiceros – cudù maggiore
- Leptoptilos crumenifer – marabù africano
- Struthio camelus – struzzo
- Giraffa camelopardalis reticulata – giraffa reticolata
- Oryx dammah – orice dalle corna a sciabola
- Gorilla gorilla gorilla – gorilla di pianura occidentale
- Cephalophus silvicultor – cefalofo dal dorso giallo

### Voliera africana
- Bostrychia hagedash – ibis hadada
- Scopus umbretta – umbretta
- Geronticus eremita – ibis eremita

### Primate Discovery Center
- Alouatta – scimmie urlatrici
- Pan troglodytes – scimpanzé comune
- Saguinus imperator – tamarino imperatore
- Trachypithecus francoisi – presbite di Francois
- Macaca silenus – sileno
- Mandrillus sphinx – mandrillo
- Erythrocebus patas – eritrocebo
- Saguinus bicolor – tamarino calvo
- Symphalangus syndactylus – siamango
- Varecia variegata – vari bianconero
- Eulemur macaco – lemure macaco
- Varecia rubra – vari rosso
- Lemur catta – lemure dalla coda ad anelli

### Cat Kingdom
- Rhinoceros unicornis – rinoceronte indiano
- Diceros bicornis michaeli – rinoceronte nero orientale
- Hippopotamus amphibius – ippopotamo
- Spheniscus magellanicus – pinguino di Magellano
- Panthera leo – leone
- Prionailurus viverrinus – gatto viverrino
- Panthera uncia – leopardo delle nevi
- Panthera tigris sumatrae – tigre di Sumatra
- Panthera tigris altaica – tigre siberiana
- Tragelaphus eurycerus – bongo
- Eunectes – anaconda

### Sud America
- Cygnus melancoryphus – cigno collonero
- Cygnus atratus – cigno nero
- Hydrochoerus hydrochaeris – capibara
- Myrmecophaga tridactyla – formichiere gigante
- Ciconia maguari – Cicogna maguari
- Dendrocygna viduata – dendrocigna facciabianca
- Dendrobates tinctorius – rana freccia blu
- Eunectes murinus – anaconda verde

#### Pelican Beach
- Pelecanus erythrorhynchos – pellicano bianco americano

### Bear Country
- Ursus maritimus – orso polare: L'unico orso polare dello zoo, "Uulu", è morta il 14 aprile 2017, 36 anni, e era il più vecchio orso polare in cattività degli Stati Uniti. Era stata salvata a Manitoba, in Canada, all'età di 3 anni, e aveva vissuto il resto della sua vita allo zoo.
- Ursus arctos horribilis – grizzly
- Catagonus wagneri – pecari del Chaco
- Otariinae – leoni marini

### Zoo dei Bambini
- Suricata suricatta – suricato
- Bubo virginianus – gufo della Virginia
- Ovis aries – pecora
- Capra hircus – capra
- Equus asinus – asino
- Gallus gallus domesticus – pollo (di varietà "Polish")
- Sus scrofa domesticus – maiale, varietà "maialino pancia a tazza"
- Ovis aries – pecora (di varietà "Jacob")
- Coati – coati

## Incidenti

### Aggressioni del 2006
Il 22 dicembre 2006, Tatiana, una tigre siberiana, ha attaccato il guardiano dello zoo Lori Komejan, causandone il ricovero per diverse settimane con arti lacerati e sotto shock. Di conseguenza, la "Lion House" dello zoo è stata chiusa per dieci mesi. La divisione di sicurezza e salute occupazionale della California ha ritenuto lo zoo responsabile delle lesioni al custode, ha multato lo zoo e ordinato miglioramenti della sicurezza.

### Aggressioni del 2007
Il 25 dicembre 2007, la stessa tigre è fuggita dalla sua grotta e ha attaccato tre visitatori dello zoo dopo essere stata schernita e picchiata con bastoni e pigne dai visitatori. Carlos Sousa, 17 anni, di San Jose, in California, è stato ucciso sulla scena, mentre un altro è stato fatto a pezzi ma è sopravvissuto. La tigre è stata colpita e uccisa dalla polizia mentre si nascondeva dopo l'attacco.
Tatiana era arrivata allo zoo di San Francisco dallo zoo di Denver nel 2005, nella speranza che si sarebbe accoppiata. 

## Programmi di sopravvivenza
Lo zoo di San Francisco partecipa a "Species Survival Plans" (SSP), programmi di conservazione sponsorizzati dall'Associazione di zoo e acquari. Il programma è iniziato nel 1981 per specie selezionate negli zoo e negli acquari del Nord America dove l'allevamento di una specie è stato fatto per mantenere popolazioni sane, autosufficienti, geneticamente diversificate e demograficamente stabili. Lo zoo partecipa a più di 30 programmi SSP.